# 디어 한나
디어 한나(Tyrannosaur)는 2011년 개봉한 영국의 드라마 영화이다.

## 줄거리
술에 취한 과격한 성격의 홀아비 조셉은 자신의 개를 죽인 후 죄책감에 시달린다. 그는 지역 우체국에서 직원들과 싸우고 술집에서 자신을 놀리는 남자들을 폭행한다. 도망치던 중 자선 가게에 숨어들고, 그곳에서 동정심 많은 직원 한나를 만난다. 독실한 기독교 신자인 한나는 그의 고통을 덜어주고 올바른 길을 찾도록 기도한다.
조셉은 집에 돌아와 이웃집 꼬마 아이 사무엘을 만나고, 그날 밤 우체국 직원들에게 폭행당한다. 다음 날 조셉은 한나의 가게로 가서 치료를 받고, 그녀의 친절에도 불구하고 그녀의 신앙을 조롱하고 아이를 가질 수 없는 것을 모욕해 그녀를 화나게 한다. 한나는 술을 마시고 잠이 들고, 남편 제임스는 그녀에게 소변을 본다.
조셉은 다음 날 아침 사과하러 가게를 다시 찾고, 둘은 술을 마시러 간다. 집에 돌아온 제임스는 아내가 다른 남자와 함께 있는 것을 봤다고 비난하고, 다음 날 한나는 눈에 멍이 든 채로 출근한다. 조셉의 친구가 암으로 죽고, 조셉은 장례식에 입을 양복을 사러 가게에 간다. 제임스는 조셉과 한나가 웃는 모습을 보고 그녀를 협박하고, 그날 밤 집에서 한나를 폭행하고 강간한다.
한나는 제임스를 떠나 조셉의 집에 머물게 되고, 둘은 가까워진다. 조셉은 당뇨 합병증으로 5년 전에 사망한 아내를 회상하며 그녀를 "티라노사우루스"라고 불렀던 것을 후회한다. 조셉은 한나에게 그녀가 안전하지 않으니 떠나라고 하지만, 결국 제임스에게 맞서기로 결심한다. 한나의 집에서 제임스의 시신을 발견한 조셉은 한나에게 이 사실을 알리고, 한나는 오랫동안 남편에게 학대당해 왔으며 그로 인해 아이를 가질 수 없게 되었다고 고백한다.
1년 후 조셉은 한나에게 편지를 쓴다. 사무엘이 학대받다 개에게 물려 죽었고, 조셉이 복수로 그 개를 죽였다는 내용과, 마을에서 유일하게 자신에게 친절을 베풀어줬던 한나에게 감탄해 왔다는 것을 고백한다. 영화는 조셉이 감옥에 있는 한나를 방문하는 것으로 마무리되며, 두 사람 모두 미래에 대한 희망을 내비친다.

## 출연
- 피터 멀런 - Joseph
- 올리비아 콜먼 - Hannah
- 에디 마산 - James
- 새뮤얼 바텀리 - Samuel
- 폴 포플웰 - Bod
- 시안 브레킨 - Samuel's Mum